# Adios California
Pour les articles homonymes, voir California.
Pour plus de détails, voir Fiche technique et Distribution.
Adios California (California) est un western hispano-italien réalisé en 1977 par Michele Lupo.

## Synopsis
Michael Random alias California, homme au passé trouble, a combattu dans la guerre civile dans les rangs sudistes. Fait prisonnier par les nordistes, il est libéré et « invité » à rentrer chez  lui. Il se lie d'amitié avec William Preston, un autre jeune sudiste, qui veut aussi rentrer chez lui. Ensemble, ils marchent à travers le pays ravagé par la guerre civile. Pendant ce temps Rope Whittaker et son groupe de chasseurs de primes tuent des petits criminels pour empocher les primes.
Preston parvient à persuader Random de l'accompagner dans sa famille. Chemin faisant, ils rencontrent un groupe de nordistes haineux et violent ; il s'ensuit une bagarre à laquelle les deux sudistes parviennent à s'échappent en volant un cheval. Ils finissent par être rattrapés, Preston meurt d'une balle dans le dos et son cadavre est pendu. Random se rend dans la famille de Preston, apporte la nouvelle de la mort de William et reste avec eux, il tombe rapidement amoureux d'Helen, la sœur de William
Alors que les deux amants font des courses en ville, ils sont pris au milieu d'une bagarre impliquant Rope Whittaker, Helen est prise en otage et enlevée.
Michael se jure de la retrouver, il tue d'abord deux de ses complices, l'un d'eux avant de mourir avoue qu'Helen est dans le « refuge » de Whittaker. Random doit affronter Whittaker mais sans le tuer puisqu'il lui faut savoir où est le refuge.
Les deux hommes font un pacte et commettent ensemble un hold-up sanglant, après quoi ils vont au refuge, il y retrouve Helen et tue Whittaker.
Il se rend ensuite aux fédéraux qui le savent coupable de sa participation au hold-up, ces derniers ferment les yeux et laissent repartir Random et Helen.

## Fiche technique
- Titre italien : California
- Titre français : Adios California
- Réalisateur : Michele Lupo
- Scénario : Franco Bucceri, Roberto Leoni, Mino Roli, Nico Ducci
- Musique : Gianni Ferrio
- Photographie : Alejandro Ulloa
- Pays d'origine :  Espagne,  Italie
- Durée : 98 minutes
- Année de sortie : 1977
- Date de sortie en salle en France : 15 mars 1978[1]

## Distribution
- Giuliano Gemma (VF : Daniel Gall) : Michael Random alias California
- Raimund Harmstorf (VF : William Sabatier) : Rope Whittaker
- William Berger (VF : Jean Berger): Mr. Preston
- Miguel Bosé : (VF : Marc François) : Willy Preston
- Chris Avram (VF : Jean-Claude Michel) : Nelson
- Paola Dominguín (VF : Sylvie Feit) : Helen Preston
- Claudio Undari (VF : Pierre Hatet) : Eric Plummer
- Romano Puppo (VF : Georges Atlas) : Gary Luke
- Alfio Caltabiano (VF : Georges Atlas) : un complice de Whittaker
- Piero Leri (VF : Georges Atlas) : le shérif
- Malisa Longo (VF : Jacqueline Cohen) : Yasmin, la prostituée
- Diana Lorys (VF : Jacqueline Cohen) : Betty
- Dana Ghia : Mme  Preston
- Ferdinando Murolo (VF : Philippe Mareuil) : Brook
- Franco Ressel (VF : Philippe Mareuil) : Full
- Enzo Fiermonte (VF : Henri Poirier) : le père d'un soldat nordiste
- Mario Novelli (VF : Jean-Louis Maury) : le frère d'un soldat nordiste
- Nazzareno Zamperla : le frère d'un soldat nordiste
- Piero Morgia (VF : Yves Barsacq) : un soldat sudiste sur la route
- Alberto Dell'Acqua (VF : Albert de Médina) : un soldat sudiste sur la route
- Ottaviano Dell'Acqua (VF : José Luccioni) : un soldat sudiste sur le route
- Roberto Dell'Acqua (VF : José Luccioni) : un soldat sudiste dans la grange
- Andrea Aureli (VF : Albert de Médina) : le conducteur du chariot
- Paolo Malagotti (VF : Jean-Louis Maury) : le hors-la-loi sudiste voleur de chevaux
- Franco Fantasia (VF : Edmond Bernard) : l'homme qui donne du travail